# Ветловка (Ульяновская область)
Ветловка — посёлок в Кузоватовского района Ульяновской области. Входит в состав Спешнёвского сельского поселения.

## История
В 1986 г. указом ПВС РСФСР посёлок фермы № 2 переименован в Ветловка.

## Население
| 2010 |
| ---- |
| 44   |